# PELock
PELock — программа, представляющая собой систему защиты от несанкционированного копирования исполняемых файлов Windows, а также установки защиты приложения, созданная специально для разработчиков программного обеспечения.

## Описание
Утилита позволяет легко создавать регистрационные ключи, оценочные или демоверсии приложений (к примеру, программу, работающую 30 дней).
Программа объединяет в себе сильные и безопасные алгоритмы защиты для регистрации исполняемого файла. Для создания ключа PELock использует криптографический алгоритм с открытым ключом RSA-2048, шифрование и защита файла достигается за счет усовершенствованных методов (антиотладка, полиморфизм, сжатие данных).

## Сжатие данных
- Сжатия программы (код, ресурсы и прочее), позволяет уменьшить размер исполняемого файла, на 70 % от исходного размера.
- Шифрование кода (общедоступные криптографические и полиморфные алгоритмы).
- Реорганизация основных структур PE файла, в целях обеспечения лучшего соотношения при сжатии данных.
- Удаление ненужных структур в исполняемом файле (связывание адресов, отладочная информация).

## Опции защиты
- Установка пароля для входа в программу.
- Защищает программы от непрофессионального реверс-инжиниринга.
- Защита от отладчиков (SoftICE, OllyDbg, TRW, Turbo Debugger и других).
- Проверки целостности.
- Множество антиотладочных и антитрассировочных трюков.
- Дополнительная защита от импорта таблицы.
- Противодействие сброса памяти приложения, с помощью таких инструментов, как ProcDump или LordPE.
- Защита от трассировки.